# علیرضا نوین
علیرضا نوین نماینده مجلس شورای اسلامی در دوره دوازدهم که به‌عنوان نماینده  تبریز، آذرشهر و اسکو فعالیت می‌کند.
او همچنین پنجاه و چهارمین شهردار تبریز بود. او در تاریخ ۱۰ دی ۱۳۸۴ با رای اعتماد اعضای دومین دوره شورای اسلامی شهر تبریز در تالار اجتماعات کاخ شهرداری تبریز به عنوان شهردار این شهر معرفی شده و در ۱۲ شهریور ۱۳۹۲ با انتصاب حسین اکبری به عنوان سرپرست شهرداری تبریز، دوره شهرداری وی در تبریز به پایان رسید.

## زندگی
علیرضا نوین در ۸ اسفندِ ۱۳۳۹، برابر ۲۷ فوریهٔ ۱۹۶۱ میلادی، در شهر تبریز متولد شد. تحصیلات دوره دبستان و راهنمایی را به ترتیب در مدرسه آذرآبادگان و شهریار پشت سرگذاشته و وارد دبیرستان فردوسی شد. او نقش موثری در تخریب کامل پل ونیار متعلق به دوره صفوی داشت.

## سوابق تحصیلی
نوین فارغ‌التحصیل برنامه‌ریزی شهری از دانشگاه تبریز و کارشناسی ارشد مدیریت و دکترای برنامه‌ریزی شهری از دانشگاه آزاد است.